# Amrocks
Amrocks  è il nome di una razza di pollo statunitense.

## Origini
La gallina Amrocks trae la propria origine dagli Stati Uniti, ma venne successivamente migliorata con una selezione genetica in Germania. Il materiale di produzione originario utilizzato fu il medesimo di quello della Plymout Rock, al punto che molti tendevano in passato ad accorpare le due razze in un'unica razza, con due tipologie. A differenza della Plymout Rock, ad ogni modo, la Amrocks si dimostrò molto più utile all'allevamento che al mero gusto estetico per cui le Plymout vennero pensate in origine e per questo gli esemplari hanno nel tempo rappresentato sempre più una scelta ottimale per gli allevatori.
La razza venne creata nel Massachusetts nel 1868, incrociando la Domenicana con la Cocincina e la Java nere. Importata in Germania nel 1948, ottenne da subito un notevole successo tra gli allevatori.
Sembra che il nome della razza sia stato dato proprio dagli allevatori tedeschi, dalla abbreviazione di "Amerikan rocks". In Germania è stata creata anche una varietà nana.

## Caratteristiche morfologiche
La razza Amrock è una delle razze polivalenti a doppio uso, ovvero la carne si presenta ottima ed abbondante per il consumo e nel contempo essa si presenta particolarmente produttiva come razza ovaiola.
Il tronco è di lunghezza media, largo, pieno, con la linea del dorso leggermente salente. La testa, leggermente ovale, è di media grandezza e provvista di un becco corto, forte e leggermente arcuato, di colore giallo striato di nero. Gli occhi sono grandi, sporgenti e di colore arancio/rosso. La cresta è semplice, rossa, di media grandezza e dotata di cinque denti regolari. I bargigli sono rossi, mediamente lunghi e larghi, di tessitura fine e lisci. La faccia, priva di peluria, è rossa e liscia. Gli orecchioni sono ovali, di media grandezza, di colore rosso. Il collo è di media lunghezza, provvisto di una ricca mantellina che ricopre le spalle, le quali sono larghe e ben arrotondate.
Il dorso è largo, mentre le ali sono ben rialzate e portate orizzontali molto aderenti al corpo. La coda è di lunghezza media, con falciformi ben arrotondate.
Il piumaggio è abbondante, morbido ma ben aderente, dotato di penne lunghe e arrotondate e con un piumijno denso.
Il ventre è pieno e arrotondato, soprattutto nella femmina. Le zampe sono mediamente lunghe e separate nettamente dal corpo, dotate di tarsi fini, lisci e implumi. Le dita sono quattro e ben separate. Il peso è di kg 3,1-3,6 per il maschio e di 2,5-3 per la femmina.

### Difetti gravi
Linea del dorso inclinata verso il basso.

## Colorazioni

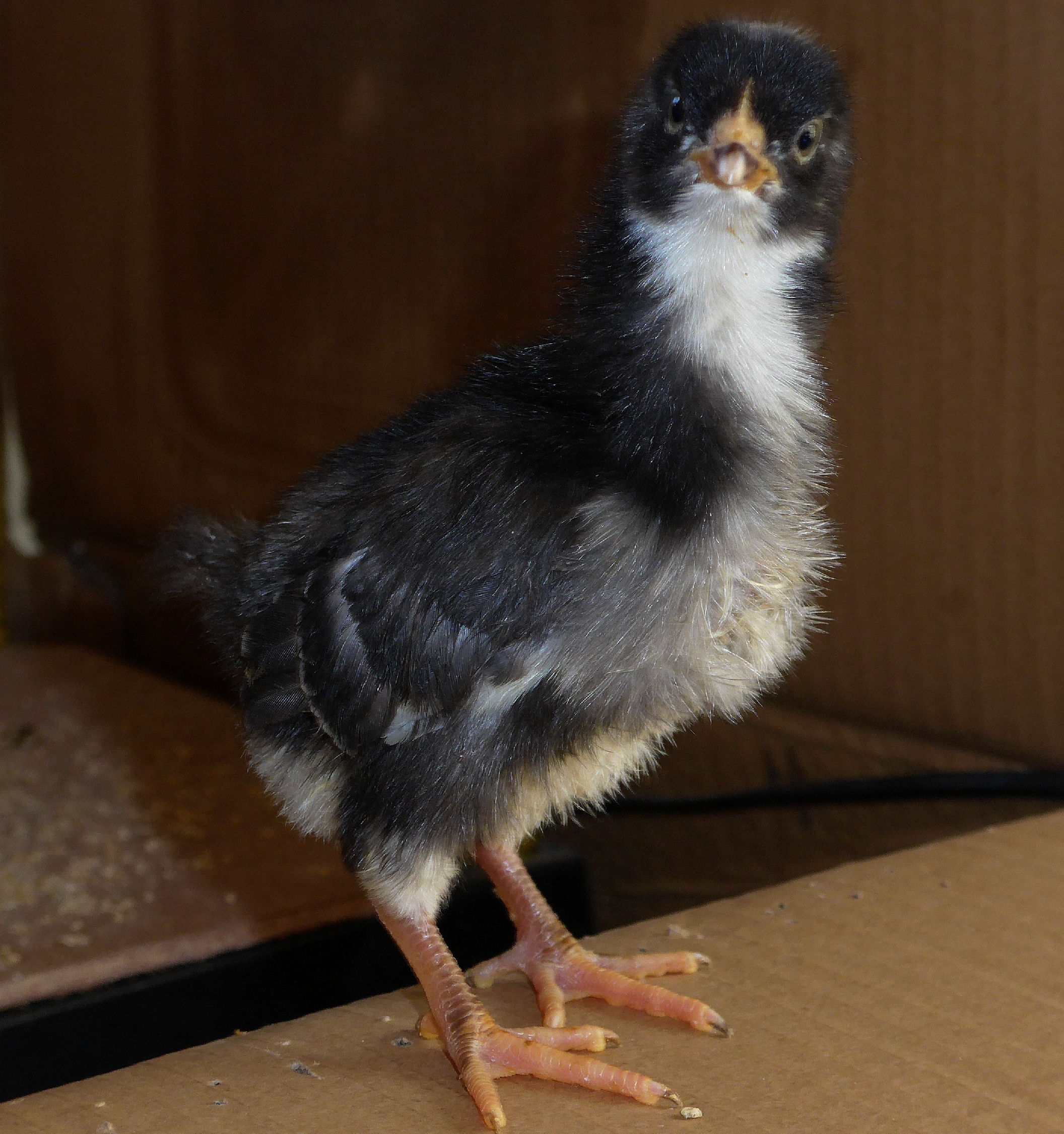
Un pulcino maschio di Amrock di otto giorni

La gallina Amrocks presenta un piumaggio definito picchiettato che per questa specie viene definito "barrato". I galli hanno barre bianche e nere della stessa ampiezza, mentre le galline hanno l'ampiezza doppia nelle penne nere rispetto a quelle bianche. I motivi delle piume sono dunque distinti chiaramente a seconda del sesso e per questo motivo è facile comprendere il sesso dell'esemplare che si ha di fronte già dopo qualche giorno dalla nascita. Solitamente, le femmine di questa specie hanno zampe più scure, mentre i maschi le hanno di un colore giallo/arancio particolarmente evidente.
Vi sono ad ogni modo delle Amrocks non di razza pura che si presentano completamente bianche, completamente nere o fulve.

## Qualità
Ha le stesse caratteristiche produttive e caratteriali della Plymouth Rock. L'Amrocks depone uova di colore variabile dal crema al marrone, di circa 60 grammi. La pelle è gialla.
È una razza ovaiola, producendo un numero di uova annue pari a circa 200. 
Questi polli sono intesi anche come razza ornamentale. Caratterialmente sono piuttosto tranquilli e amichevoli anche nei confronti dell'uomo e vengono quindi anche facilmente addomesticati, essendo poco propensi al volo. I pulcini di questa specie sono particolarmente precoci e crescono molto in fretta.